# 福島市立福島第一小学校
福島市立福島第一小学校（ふくしましりつ ふくしまだいいち しょうがっこう）は、福島県福島市にある公立小学校である。

## 概要
福島市中央東地区に位置し、周辺には福島県庁、福島県警察福島警察署、大原綜合病院といった官庁・公共施設が立ち並ぶ。1873年に設立された福島学校を前身とする福島県内で最古の小学校の一つである。

## 沿革
- 1873年2月5日 - 福島学校が創設される。
- 1888年4月 - 福島高等尋常簡易小学校と改称される。
- 1890年1月 - 簡易科を廃止し、福島高等尋常小学校と改称される。
- 1892年1月 - 信夫郡福島町立福島尋常高等小学校と改称される。
- 1897年4月 - 福島第一尋常高等小学校に改称される。
- 1907年3月 - 福島第一尋常高等小学校に市立商業学校が併設される。
- 1907年4月 - 福島町が市制施行し福島市立福島第一尋常高等小学校となる。
- 1922年2月 - 福島第一尋常高等小学校に商工実務学校が付設される。
- 1925年4月 - 福島第二尋常高等小学校付設の保嬰学校及び幼稚園が福島第一尋常高等小学校に付設される。
- 1931年4月 - 家政女学校が福島第一尋常高等小学校に付設される。
- 1940年4月 - 家政女学校が廃止される。
- 1941年4月 - 福島第一国民学校に改称される。
- 1947年4月 - 福島第一小学校に福島第一中学校が併設される。
- 1952年4月 - 福島第一中学校が杉妻中学校と統合され移転される。
- 1952年10月 - 第7回国民体育大会のフェンシング競技会場となる、同月20日に昭和天皇、香淳皇后が行幸啓[1][2]。
- 1965年 - 1963年から順次建設された北校舎（普通教室・特別教室・給食室）が全て完成[3]。
- 1966年 - 南校舎（普通教室・特別教室・管理室）完成[3]。
- 1967年 - 屋内運動場完成[3]。
- 1970年4月 - 難聴特殊学級開級[4]。
- 1974年4月 - 弱視特殊学級開設[4]。
- 1978年4月 - 情緒障害特殊学級開設[4]。
- 2005年4月 - 知的障害特殊学級開設[4]。
- 2006年4月 - 情緒障がい通級指導教室開設[4]。
- 2007年4月 - 自閉症通級指導教室・注意欠陥多動性障がい通級指導教室開設[4]。
- 2008年 - 北校舎と南校舎の耐震補強工事実施[3]。
- 2020年4月18日 - この日から5月24日まで、新型コロナウイルス感染症対策に係る臨時休業となる[4]。

## 教育方針
教育目標　
- 誠実で人間性豊かな子ども
  - 進んで学習する子ども
  - 思いやりのある子ども
  - 元気な子ども

重点目標
- 共に学び合うよさを味わいながら、学力を高める児童を育成する。
- 相手によく伝わるように話し、思いやりをもって行動できる児童を育成する。
- 心身ともに健康で、自ら運動に親しむ児童を育成する。

## 学校行事
| - 4月 - 5月 - 6月 | - 7月 - 8月 - 9月 | - 10月 - 11月 - 12月 | - 1月 - 2月 - 3月 |

## 児童会活動・クラブ活動など
- 放課後児童クラブとしてワークランドみみずくが校内にて活動している。

## 通学区域
- 福島市中央東地区
  - 本町
  - 大町
  - 上町
  - 杉妻町
  - 早稲町
  - 栄町
  - 置賜町
  - 中町
  - 五月町
  - 荒町
  - 舟場町
  - 北町

## 進学先中学校
- 福島市立福島第一中学校

## 学校周辺
福島市中心部に位置する。
- 県庁前公園 - 敷地が隣接
- 福島県道148号水原福島線
- 福島県庁
  - 本庁舎
  - 西庁舎
  - 北庁舎
  - 知事公館
    - 知事公館以外は、福島県道148号線をはさんで、敷地が隣接。
- 紅葉山公園 - 県庁本庁舎と知事公館の間に位置する。
- 福島県県北建設事務所 - 福島市道をはさんで、敷地が隣接。
- ふくしま市町村建設支援機構 - 福島市道をはさんで、敷地が隣接。
- 阿武隈川
- 福島県警福島警察署
- 福島県警察本部
- 復興庁福島復興局
- 大原綜合病院
- 国道13号線
- 福島県自治会館管理センター
- 公益財団法人福島県消防会館
- 福島中町郵便局
- このほか、周辺には、公共施設や商業施設なども点在する。

## 交通
- JR東日本新幹線・在来線各線、福島交通飯坂線、阿武隈急行鉄道線福島駅より、
  - 駅東口から、徒歩約850m・約13分。
  - 福島交通の路線バス「11-0」[注釈 1]・「9-1」[注釈 2]・「60-1」[注釈 3]・「61-7」[注釈 4]・「62-1」[注釈 5]・「62-3」[注釈 6]・「62-9」[注釈 7]・「63-7」[注釈 8]・「81-2」[注釈 9]・「81-3」[注釈 10]・「82-1」[注釈 11]・「83-1」[注釈 12]・「84-1」[注釈 13]・「86-1」[注釈 14]・「88-1」[注釈 15]の各系統で、「福島一小前」停留所下車後、
    - 1番のりば（「11-0」系統「ももりんバス1コース」を除く系統）から、徒歩約255m・約4分。
    - 2番のりば（「11-0」系統「ももりんバス1コース」のみ）から、徒歩約240m・約4分。

  - なお、本校付近では、路線バス運行ルートは福島駅前発の片方向の運行となっているため、福島駅方面は、「ももりんバス1コース」を利用するか、徒歩移動となる。
  - また、「福島一小前」停留所と学校敷地は隣接するが、停留所設置箇所と校門（正門）の位置関係で、校舎北側の福島市道を経由する遠回りルートとなる。

## 関係者
- 木戸孝允 - 1876年、明治天皇行幸に同行した際に認めた書が校訓となった。